# Playboy (periodico)
Playboy (o Playboy Magazine) è una rivista erotica statunitense rivolta al pubblico maschile, fondata nel 1953 a Chicago da Hugh Hefner e diffusa in tutto il mondo, sia nella versione originale sia in edizioni locali.
Conosciuta per le sue pagine centrali (centrefold) di modelle nude e semi-nude, ha avuto un ruolo significativo nella rivoluzione sessuale e rimane un marchio di fama mondiale. Oltre alla rivista principale esistono versioni specifiche per diverse nazioni. Playboy ha pubblicato racconti di noti romanzieri e ha presentato fumetti a colori di autori famosi. La rivista include interviste mensili a figure pubbliche di vari settori e generalmente riflette una posizione editoriale liberale.

## Storia

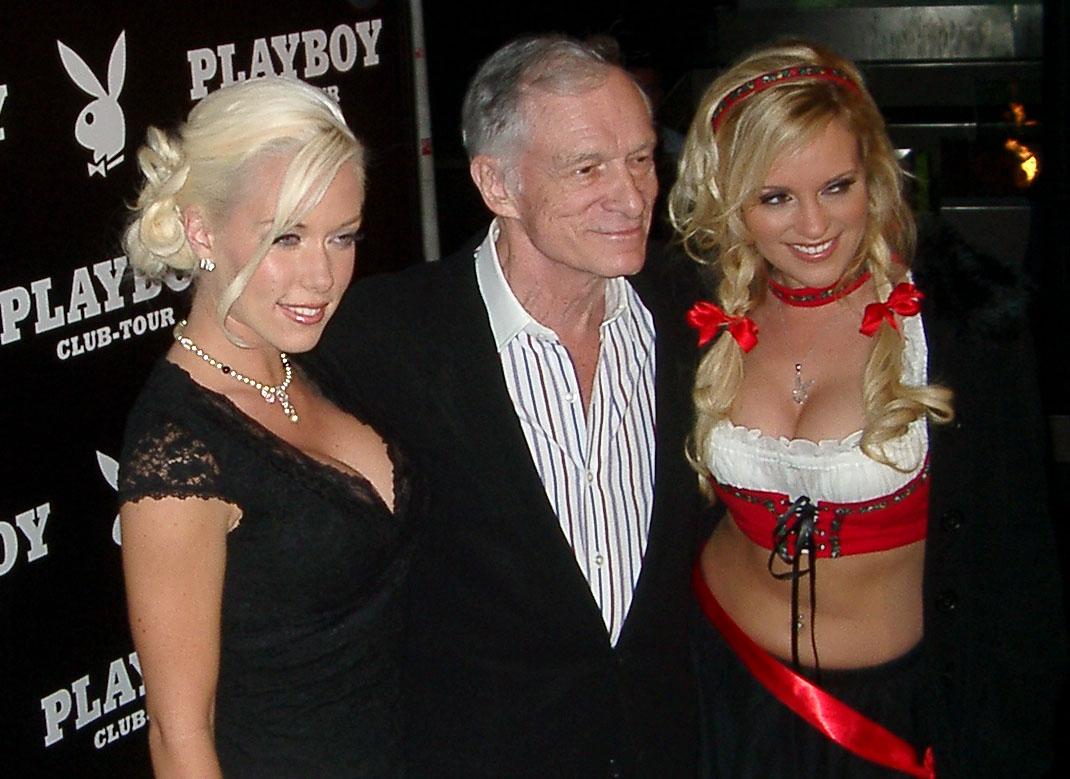
Hugh Hefner, fondatore di Playboy, a Monaco di Baviera nel 2006 insieme a due delle tre fidanzate ufficiali di allora (Kendra Wilkinson, a sinistra, e Bridget Marquardt, a destra)

La rivista Playboy è stata fondata nel 1953 dall'editore statunitense Hugh Hefner. Hefner, che aveva precedentemente lavorato per Esquire, lanciò il primo numero di Playboy con un prestito di 7.000 dollari e 600 dollari dei suoi risparmi. Il primo numero, che presentava Marilyn Monroe in copertina, vendette circa 50.000 copie.
Playboy non era solo una rivista di fotografie erotiche; includeva anche articoli di costume, moda, sport, politica e interviste a personaggi illustri. Negli anni '60 e '70, la rivista giocò un ruolo significativo nella rivoluzione sessuale, vendendo milioni di copie in tutto il mondo.

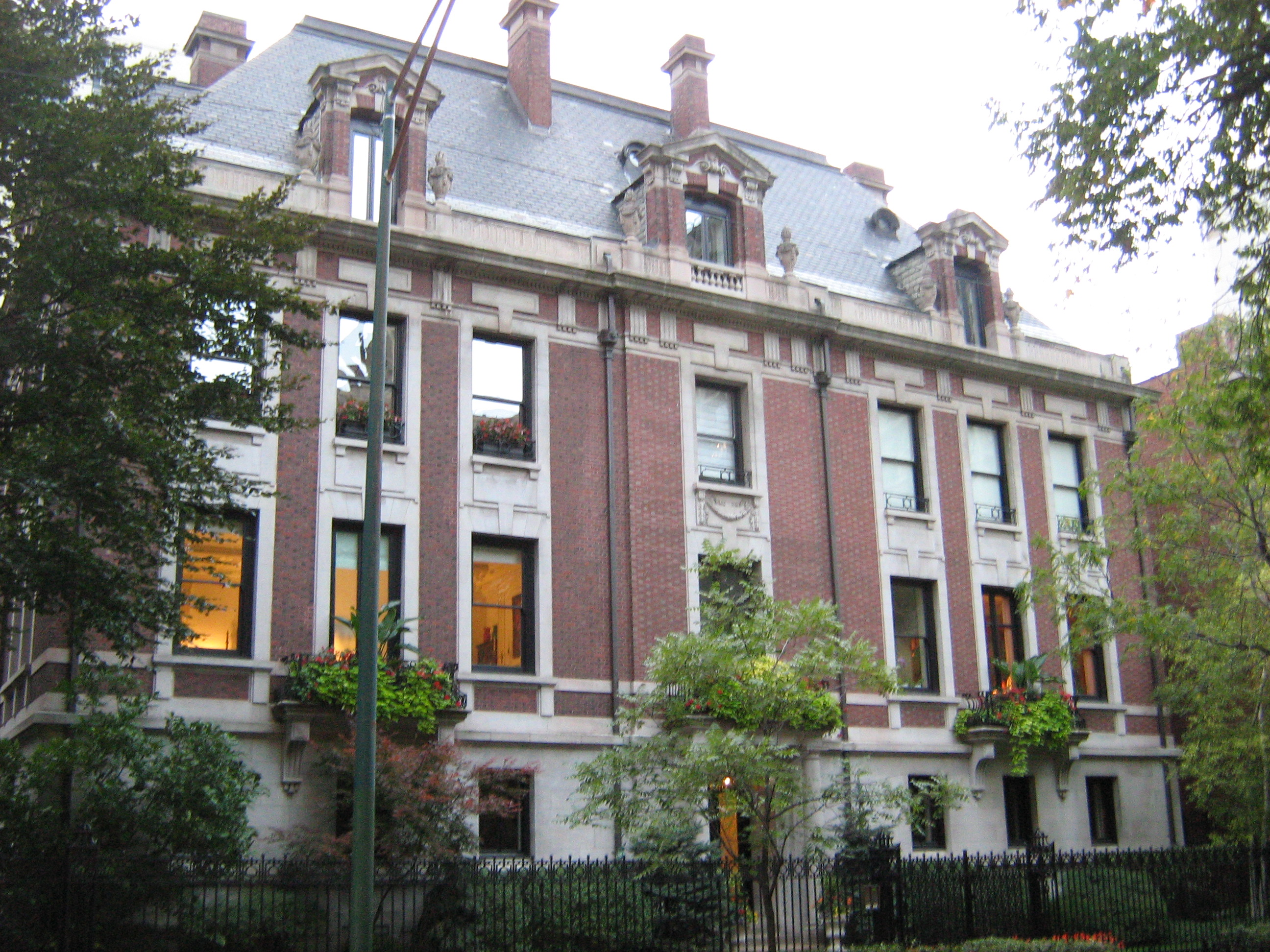
La Playboy Mansion originale, acquistata da Hefner nel 1959

Hugh Hefner creò un’immagine di sé come uomo di successo, circondato da donne bellissime nella famosa Playboy Mansion a Los Angeles. La rivista ha anche introdotto il concetto di playmate, ovvero la modella che appare nella pagina centrale del magazine, spesso scelta tra le ragazze della "porta accanto".
La rivista ha affrontato diverse controversie nel corso degli anni, inclusi problemi legali legati alla diffusione di materiale considerato osceno. Tuttavia, ha mantenuto una forte presenza nel mondo dell’intrattenimento per adulti e ha influenzato la cultura popolare in modo significativo.

## Controversie
Playboy ha affrontato numerose controversie nel corso degli anni, alcune delle quali hanno avuto un impatto significativo sulla sua reputazione e sulla percezione pubblica.
Playboy è noto anche per le sue copertine provocatorie, alcune delle quali hanno suscitato polemiche significative. Ad esempio, la copertina del marzo 2006 con Jessica Alba ha portato a una causa legale da parte dell'attrice, che ha affermato che la rivista avrebbe violato i suoi diritti personali. Inoltre, la prima copertina con una donna afroamericana nel 1971 e la prima donna indiana nel 2012 hanno suscitato dibattiti sulla rappresentazione e la diversità.
Nel 2022 il documentario "Secrets of Playboy" ha rivelato accuse scioccanti di abusi sessuali e fisici all'interno della Playboy Mansion. Diverse donne hanno affermato di essere state vittime di abusi da parte di Hugh Hefner e dei suoi associati. Queste accuse includono episodi di droga e violenza, che hanno gettato un'ombra oscura sulla storia della rivista.
Nonostante Playboy si sia presentato come una rivista progressista, ha avuto una relazione complicata con il movimento femminista. Mentre la rivista ha sostenuto cause come il controllo delle nascite e l'accesso all'aborto, è stata anche criticata per la sua rappresentazione delle donne come oggetti sessuali.
Una delle controversie più insolite riguarda l'uso di una foto di Playboy del 1972 per testare algoritmi di compressione delle immagini. La foto di Lena Forsén è stata infatti ampiamente utilizzata nella ricerca scientifica, suscitando dibattiti sull'etica dell'uso di immagini erotiche per scopi accademici.

## Playmate
- Playboy Playmate 1953-1959
- Playboy Playmate 1960-1969
- Playboy Playmate 1970-1979
- Playboy Playmate 1980-1989
- Playboy Playmate 1990-1999
- Playboy Playmate 2000-2009

## Edizioni internazionali

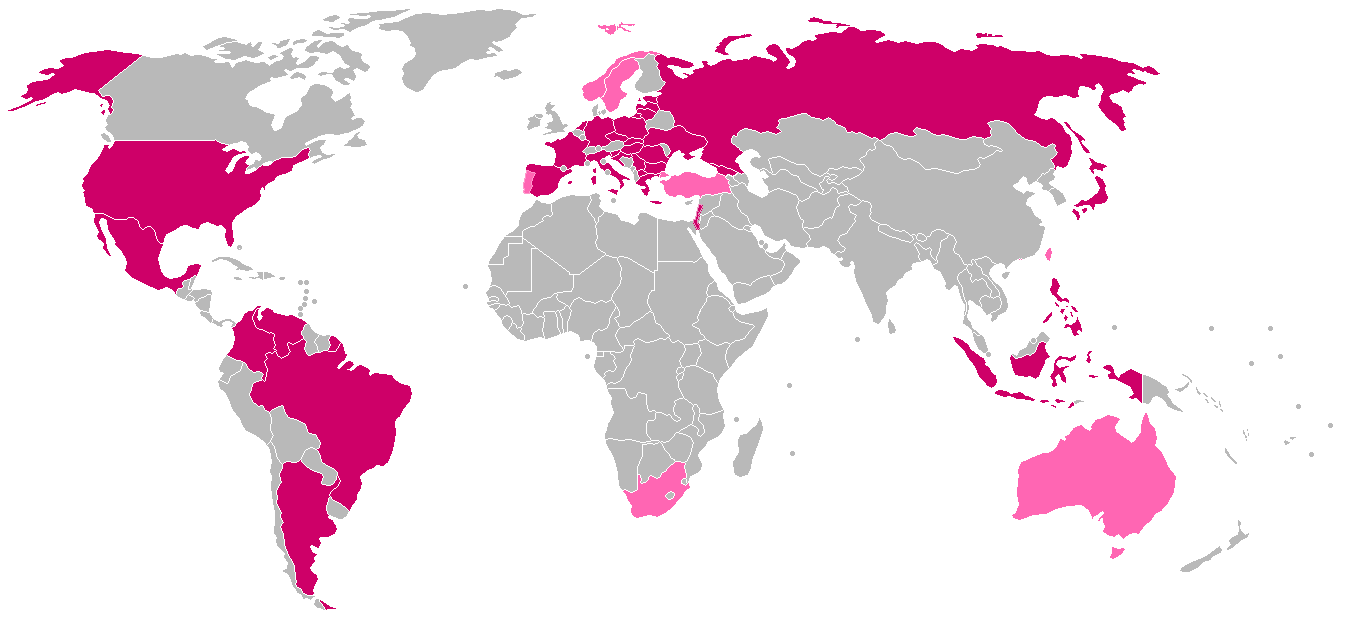
Diffusione della rivista Playboy nel mondo. In rosa scuro le zone in cui è diffusa, in rosa chiaro le zone in cui la rivista non è oggi più consentita

Dal successo dell'edizione originale sono nate varie edizioni nazionali in Europa, tra cui si ricordano le edizioni in lingua francese, spagnola, portoghese, greca, ucraina, tedesca, russa e italiana.